# 핀란드 축구 협회
핀란드 축구 협회(핀란드어: Suomen Palloliitto; SPL, 스웨덴어: Finlands Bollförbund)은 핀란드의 축구 협회이다. SPL은 핀란드의 축구 리그와 남자 축구 국가대표팀, 여자 축구 국가대표팀을 관리한다. 본부는 헬싱키에 위치해 있다.